# Лызгач
Лызга́ч — деревня в Юрьянском районе Кировской области России. Входит в состав Верховинского сельского поселения.
В Списке населенных мест Вятской губернии по сведениям 1859—1873 годов упоминается как казённая деревня Лызгацкая Орловского уезда, в которой насчитывалось 18 дворов и 132 жителя.

## Население
| 2010 |
| ---- |
| 8    |

## Известные земляки
- Дорофеев, Анатолий Васильевич (1920—2000) — Герой Российской Федерации, уроженец деревни.
- Дорофеев Василий Фёдорович (1896—1968) — Герой Первой Мировой войны, воевал в Восточной Пруссии. Участник Гражданской войны. Участник Финской войны. Участник трудового фронта в ВОВ. Инвалид ВОВ. Воспитал 6 детей[3]. уроженец деревни.